# 증산역 (양산)
증산역(Jeungsan station, 甑山驛)은 대한민국 경상남도 양산시 물금읍 증산리에 있는 부산 도시철도 2호선의 지하철역이다. 부산 도시철도 2호선의 양산역 구간 개통 당시 역 근처에 아파트 단지가 조성되지 않아 2008년 1월 10일부터 2015년 9월 23일까지 7년 8개월 동안 무정차 통과역으로 운영되어 왔으며, 2015년 9월 24일부터 영업을 시작했다.

## 역사
- 2008년 1월 10일 : 부산 도시철도 2호선 개통했으나 열차 무정차
- 2015년 9월 24일 : 영업 개시

## 역 주변
- 양산공영차고지
- 증산리
- 가촌리 방면
- 양산 대방노블랜드 연리지 3차
- 양산 대방노블랜드 연리지 2차
- 라피에스타 양산
- 양산신도시 우성스마트시티뷰

## 역 구조
2면 2선의 상대식 승강장이 있는 지상 고가역이며, 스크린도어가 설치되어 있다.
- 반대편횡단: 불가능

### 승강장
| 호포↑             |
| \| 상             |
| ↓부산대양산캠퍼스 |

| 상행 | ● 부산 도시철도 2호선 | 덕천·서면·해운대·장산 방면        |
| 하행 | ● 부산 도시철도 2호선 | 부산대양산캠퍼스,남양산·양산 방면 |

## 승차량 변동
| 역 노선 | 승차 인원 | 승차 인원 | 승차 인원 | 승차 인원 | 승차 인원 | 승차 인원 | 승차 인원 | 승차 인원 | 주 석 |
| 역 노선 | 2015년    | 2016년    | 2017년    | 2018년    | 2019년    | 2020년    | 2021년    | 2022년    | 주 석 |
| ------- | --------- | --------- | --------- | --------- | --------- | --------- | --------- | --------- | ----- |
| 2호선   | 1103      | 1235      | 2543      | 2541      | 1368      | 2363      |           |           | [ 1 ] |

## 사진

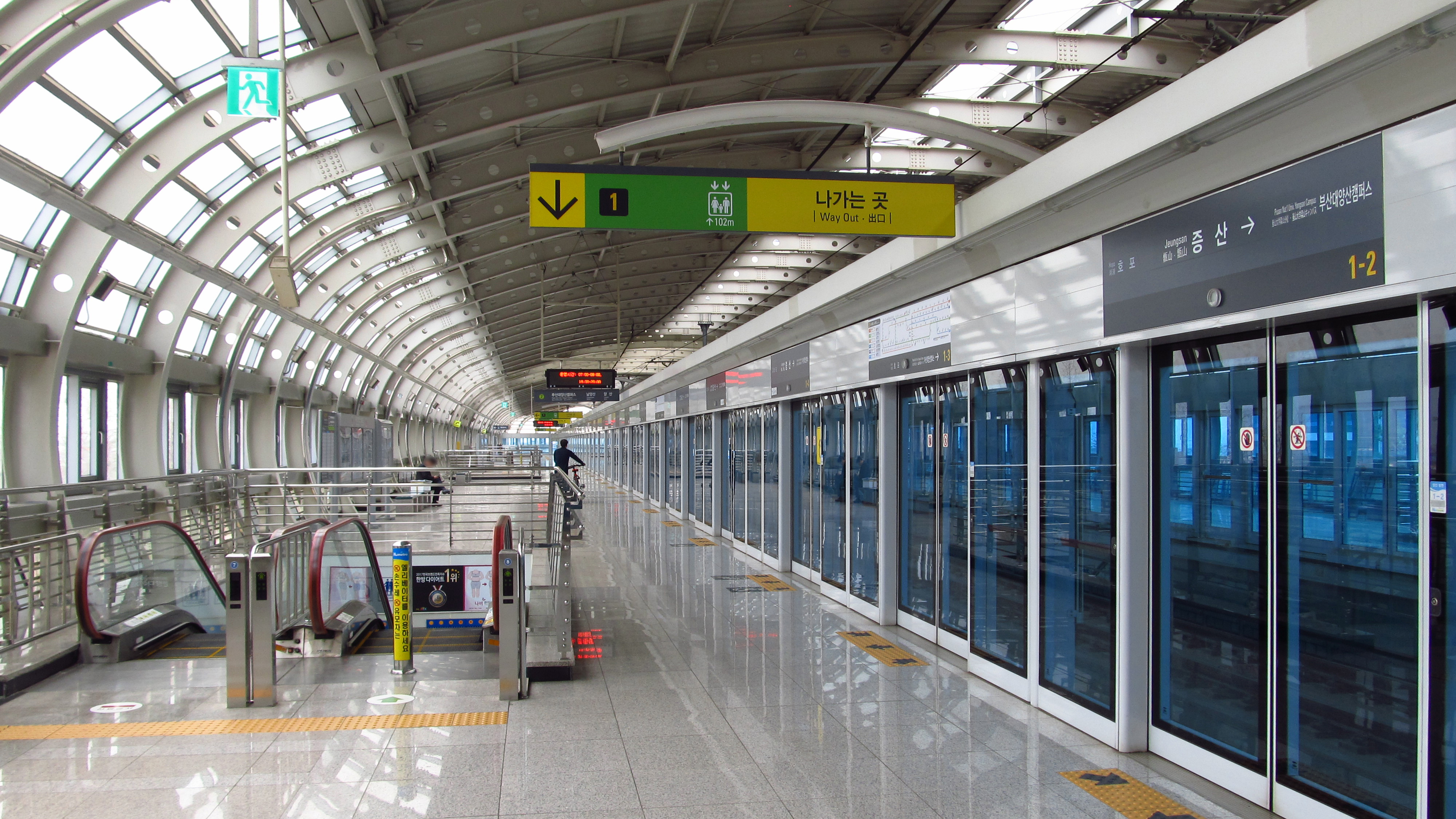
증산역 승강장
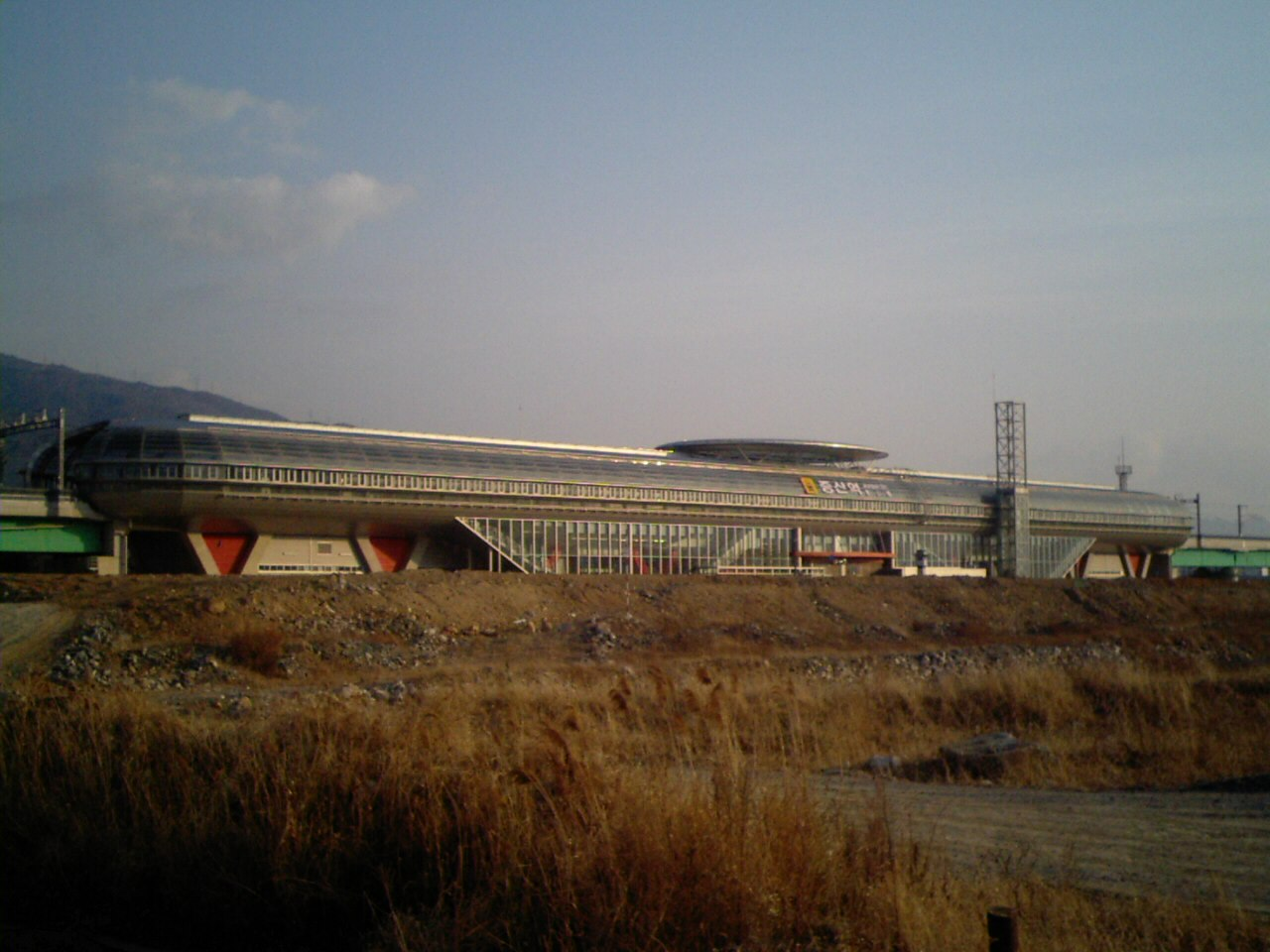
2008년에 촬영한 증산역 미개통 당시 전경

## 인접한 역
| 부산 도시철도 2호선 | 부산 도시철도 2호선   | 부산 도시철도 2호선            |
| ------------------- | --------------------- | ------------------------------ |
| 239 호포 장산 방면  | ● 부산 도시철도 2호선 | 241 부산대양산캠퍼스 양산 방면 |